# Arne Lundell (kroppsbyggare)

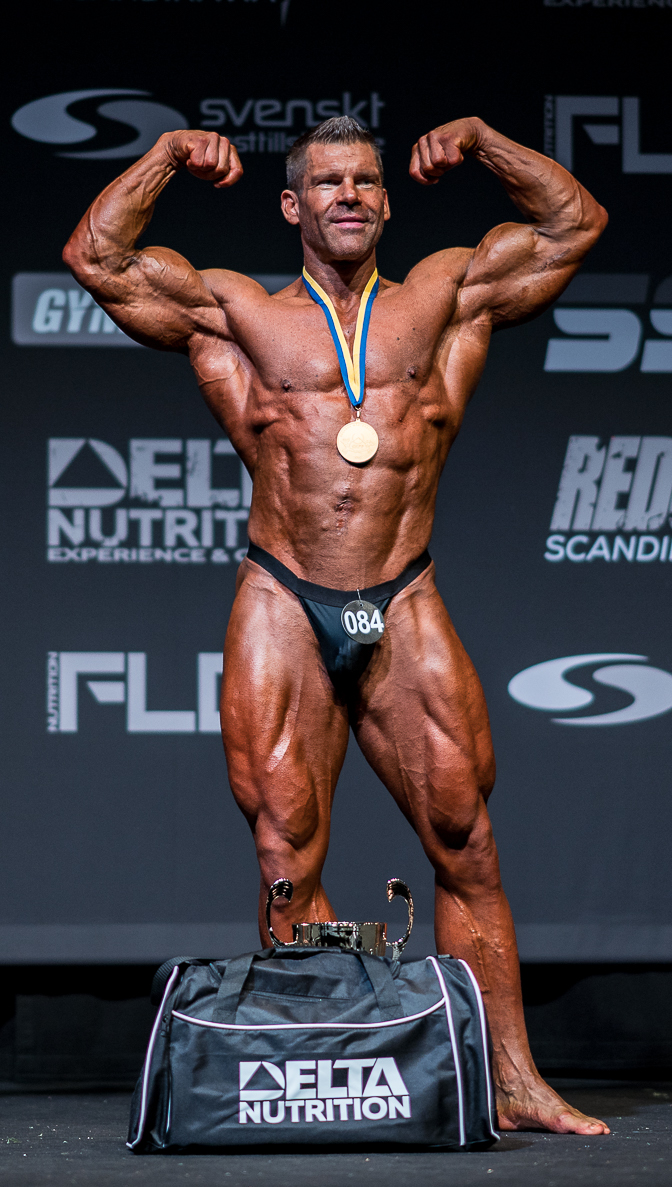
Arne Lundell, 2019

Per Arne Lundell, född 26 augusti 1975, är en svensk kroppsbyggare.
Lundell är född och uppvuxen i Nacka. Han arbetar till vardags som byggnadsarbetare.

## Meriter
- 1995, 2:a, Svealands, herrar -90 kg
- 1995, 4:a, SM i bodybuilding, herrar juniorer +80 kg
- 1996, 2:a, Öppna norrländska mästerskapet, herrar -90 kg
- 1996, 2:a, SM i bodybuilding, herrar juniorer +80 kg
- 1997, 3:a, SM i bodybuilding, herrar juniorer +80 kg
- 1998, 3:a, Svealands, herrar -90 kg
- 1998, 14:e, SM i bodybuilding, herrar -90 kg
- 1999, 6:a, NM i bodybuilding, herrar -90 kg
- 2000, 8:a, SM i bodybuilding, herrar -90 kg
- 2001, 5:a, SM i bodybuilding, herrar -90 kg
- 2001, 6:a, NM i bodybuilding, herrar
- 2002, 5:a, SM i bodybuilding, herrar -90 kg
- 2003, 2:a, SM i bodybuilding, herrar -90 kg
- 2004, 4:a, SM i bodybuilding, herrar -90 kg
- 2005, 5:a, SM i bodybuilding, herrar -95 kg
- 2005, 7:a, Lucia Classic
- 2006, 4:a, SM i bodybuilding, herrar -100 kg
- 2006, 5:a, NM i bodybuilding, herrar -90 kg
- 2007, 2:a, SM i bodybuilding, herrar -90 kg
- 2007, 5:a, NM i bodybuilding, herrar -90 kg
- 2008, 3:a, SM i bodybuilding, herrar -100 kg
- 2009, 1:a, SM i bodybuilding, herrar -100 kg
- 2009, 1:a, SM i bodybuilding, herrar overall
- 2009, 4:a, NM i bodybuilding, herrar -100 kg
- 2010, 2:a, SM i bodybuilding, herrar -100 kg
- 2010, 2:a, NM i bodybuilding, herrar -100 kg
- 2010, 1:a, Lucia Classic Pro